# Nova komunistička partija Jugoslavije
Nova komunistička partija Jugoslavije je marksističko-lenjinistička stranka u Srbiji. Nakon osamostaljenja Crne Gore, ogranak stranke u toj državi nosi ime Nova komunistička partija Crne Gore. Generalni tajnik je Branko Kitanović, pisac i prevoditelj. NKPJ podržava Marxa, Engelsa, Lenjina i Staljina, te Kinu, Vijetnam, Sjevernu Koreju, Laos i Kubu smatra socijalističkim zemljama. Protivi se titoizmu, ali priznaje da je SFRJ do 1990. bila socijalistička zemlja.
Cilj stranke je ujedinjenje SFRJ.

## Povijest
NKPJ je nastala na osnivačkom kongresu 30. lipnja 1990. u Beogradu. Kongres je održan u sali Saveza inženjera i tehničara Srbije, uz sudjelovanje 265 delegata iz svih republika SFRJ. S obzirom na to da se tadašnja vlast protivila nazivu Komunistička partija, na kongresu je odlučeno da se napravi kompromis i prihvati ime Novi komunistički pokret Jugoslavije. Krajem 1990. vlast je dopustila naziv Komunistička partija, ali iz praktičnih i administrativnih razloga naziv Komunistički pokret ostao je služben do 1995. godine.
Na Prvom kongresu odlučeno je da najviši organ NKPJ bude Viši politički savjet, a njegov izvršni organ Tajništvo.
U veljači 1991. osmočlana delegacija NKPJ bila je gost Komunističke partije Sovjetskog Saveza na poziv članova rukovodstva KPSS koji su bili protivnici linije Gorbačova - Jakovljeva i Ševarnadzea.
Drugi kongres NKPJ održan je u Beogradu travnja 1991. godine. Na kongresu je došlo do sukoba između marksističko - lenjinističke većine i socijaldemokratske manjine.
Na travanjskom plenumu 1992. odlučeno je da NKPJ uspostavi kontakt s obje komunističke stranke formirane u Rusiji poslije raspada SSSR-a krajem 1991. Poslije toga je u Moskvu otputovala delegacija NKPJ predvođena Brankom Kitanovićem. Uspostavili su suradnju s ruskim komunistima.
U siječnju 1993. osnovan je Savez komunističke omladine Jugoslavije, nastavljač tradicija SKOJ-a ukinutog godine 1948.
U veljači 1993. delegacija NKPJ sudjelovala je u Pjongjangu (DNR Koreja) na konferenciji komunističkih stranaka iz cijelog svijeta. Na konferenciji NKPJ je potpisala zajedničku deklaraciju u kojoj su iznijete ocjene o razbijanju SSSR-a i socijalizma u istočnoj Europi.
Krajem veljače 1993. godine predstavnici NKPJ su, kao jedini strani delegati, prisustvovali Osnivačkom kongresu Komunističke stranke Ruske Federacije. Na godišnjoj konferenciji 21. prosinca 1995. usvojeni su novi Statut i Program NKPJ.
Treći kongres održan je 1. travnja 2001. u Beogradu. Na kongresu je usvojena Rezolucija u kojoj se konstatira da je nakon prosvjeda 5. listopada izvršena kontrarevolucija u spregu imperijalista i domaćih reakcionarnih snaga.

## Vanjske poveznice
- Službena stranica